# Triphenylbromoethylene
Triphenylbromoethylene (tên thương hiệu Bromylene, Eitriphin, Oestronyl, Prostilban, Tribenorm), còn được gọi là bromotriphenylethylene hoặc như bromide phenylstilbene, là một tổng hợp estrogen không steroid của triphenylethylene nhóm đã được đưa ra thị trường trong năm 1940 tương tự như estrogen liên quan chặt chẽ triphenylchloroethylene.
Một dẫn xuất di ethoxylated của triphenylbromoetylen, estrobin (DBE), cũng là một estrogen, nhưng, ngược lại, không bao giờ được bán trên thị trường. Một dẫn xuất chứa chì của triphenylbromoethylene, broparestrol (BDPE), là một thụ thể estrogen (SERM) đã được đưa ra thị trường.